# Гребенопръсти
Гребенопръсти (Ctenodactylidae) представлява малко семейство наземни африкански гризачи. Обединява 5 вида в 4 рода.

## Морфология
Гребенопръстите гризачи са с дължина на тялото от 17 – 18 cm и тегло 170 – 200 g. То е компактно, покрито с мека козина, къси крака и големи очи. Притежават само по четири пръста на всички крайници. Опашката е къса и често не надхвърля дължината на козмената покривка.
Зъбната формула е {\displaystyle {\tfrac {1.0.1-2.3}{1.0.1-2.3}}}.

## Разпространение и местообитания
Разпространени са в пустинни скалисти възвишения в Северна Африка и Сомалийския полуостров.

## Родове
- Ctenodactylus
- Felovia
- Massoutiera
- Pectinator – Четкоопашат гунди

## Хранене
Видовете са растителноядни и консумират всички наземни части на растения виреещи в районите на местообитание.

## Поведение
Представителите на семейството са колониални животни. Могат да живеят на групи от стотина индивида, но числеността им зависи от наличието на храна в района. Те не правят постоянни гнезда, в които да живеят, а просто се подслоняват в цепнатини в скалите през нощта, или наобяд, когато слънцето става твърде жарко и не им позволява да бъдат активни. Издават различни звуци, с които отделните индивиди предупреждават за евентуална опасност.

## Размножаване
Женските обикновено раждат по две малки след двумесечна бременност. Поради необходимостта да се запази влагата те произвеждат малко количество мляко, а младите са напълно отбити към четири седмична възраст.